# Friedrich Ueberweg
Friedrich Ueberweg (en allemand : [ˈyːbɐˌveːk] ; 22 janvier 1826 à Leichlingen - 9 juin 1871 à Königsberg) est un philosophe et historien de la philosophie prussien. 

## Biographie
Il naît à Leichlingen, en province de Rhénanie, où son père est pasteur luthérien. Formé à Göttingen et à Berlin, il obtient son diplôme de Privatdozent en philosophie à Bonn (1852). En 1862, il est appelé à Königsberg en tant que professeur extraordinaire et en 1867, il est promu au grade ordinaire. Il se marie en 1863. Ueberweg décède à Königsberg en 1871.

## Philosophie
Au début, il suit l'empirisme de Friedrich Eduard Beneke et s’oppose fermement à la tendance subjectiviste du système kantien, notamment en maintenant l’objectivité de l'espace et du temps, ce qui le plonge dans une controverse assez violente. Il préfère plus tard décrire son propre mode de pensée comme un réalisme idéal, qui refuse de réduire la réalité à la pensée, mais affirme un parallélisme entre les formes d’existence et les formes de connaissance. Beneke et Friedrich Schleiermacher exercent la plus grande influence sur le développement de sa pensée. 

## Œuvres (sélection)
- De elementis animae mundi Platonicae (Sur les éléments du monde des idées platoniciennes , mémoire, 1850
- Die Entwicklung des Bewußtseins durch den Lehrer und Erzieher (Le développement de la conscience par l'instructeur et l'éducateur), 1853
- System der Logik und Geschichte der logischen Lehren (système de la logique et de l'histoire des doctrines de la logique), 1857
- Über Idealismus, Realismus und Idealrealismus (Sur l' idéalisme, le réalisme et le réalisme idéal), 1859
- Über die Echtheit und Zeitfolge der platonischen Schriften (Sur l'authenticité et la chronologie des écrits platoniciens), 1861
- Grundriss der Geschichte der Philosophie (de) (Esquisse de l'histoire de la philosophie), I – III, 1863–1866
- Schiller als Historiker und Philosoph (Schiller historien et philosophe), 1884
- Gesammelte philosophische Abhandlungen (Recueil d'articles philosophiques), 1889

Son résumé de l’histoire de la philosophie est remarquable par sa richesse en informations, sa concision, sa précision et son impartialité.